# Spin Art

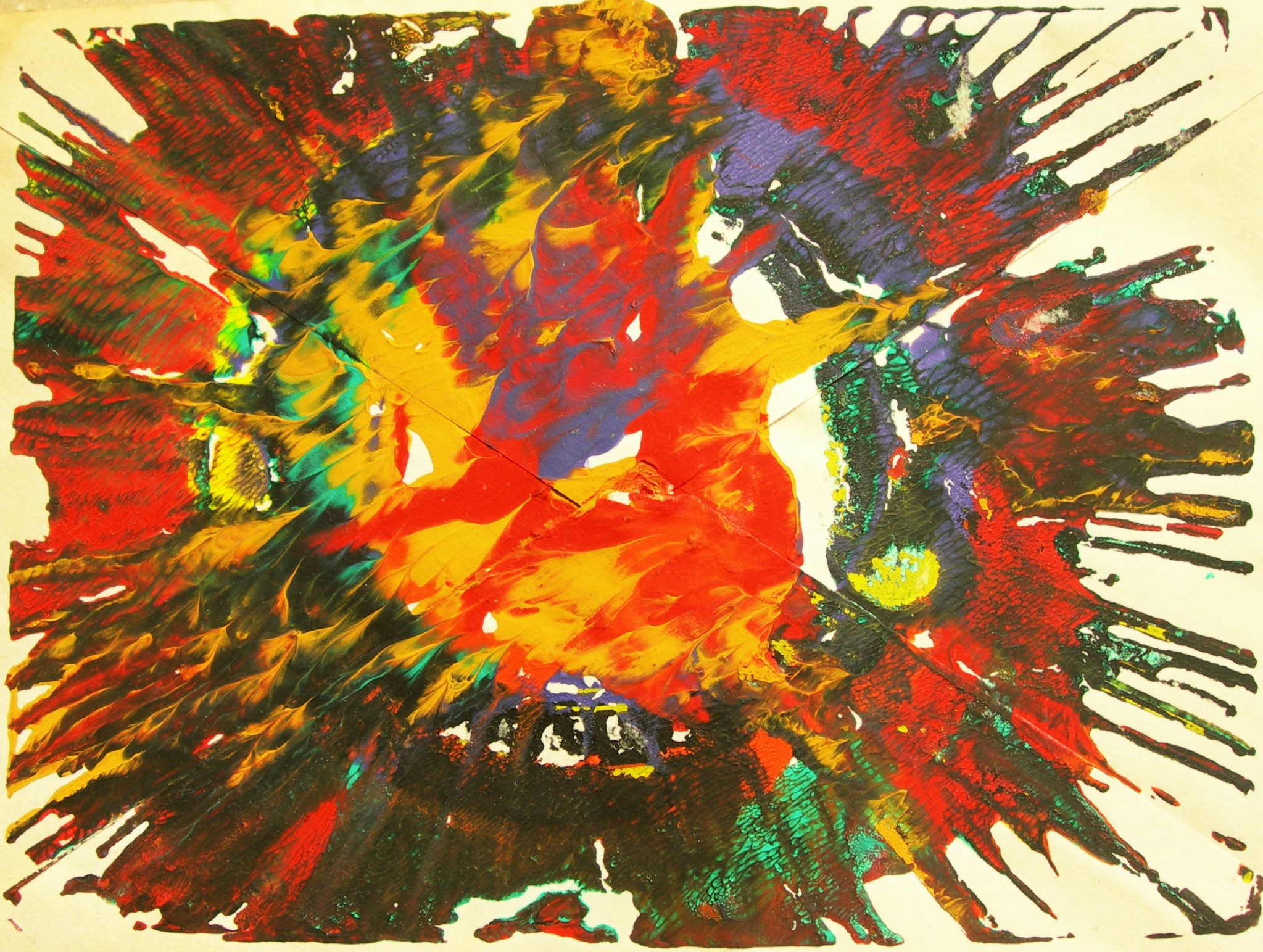
Spin Art auf einem Briefumschlag

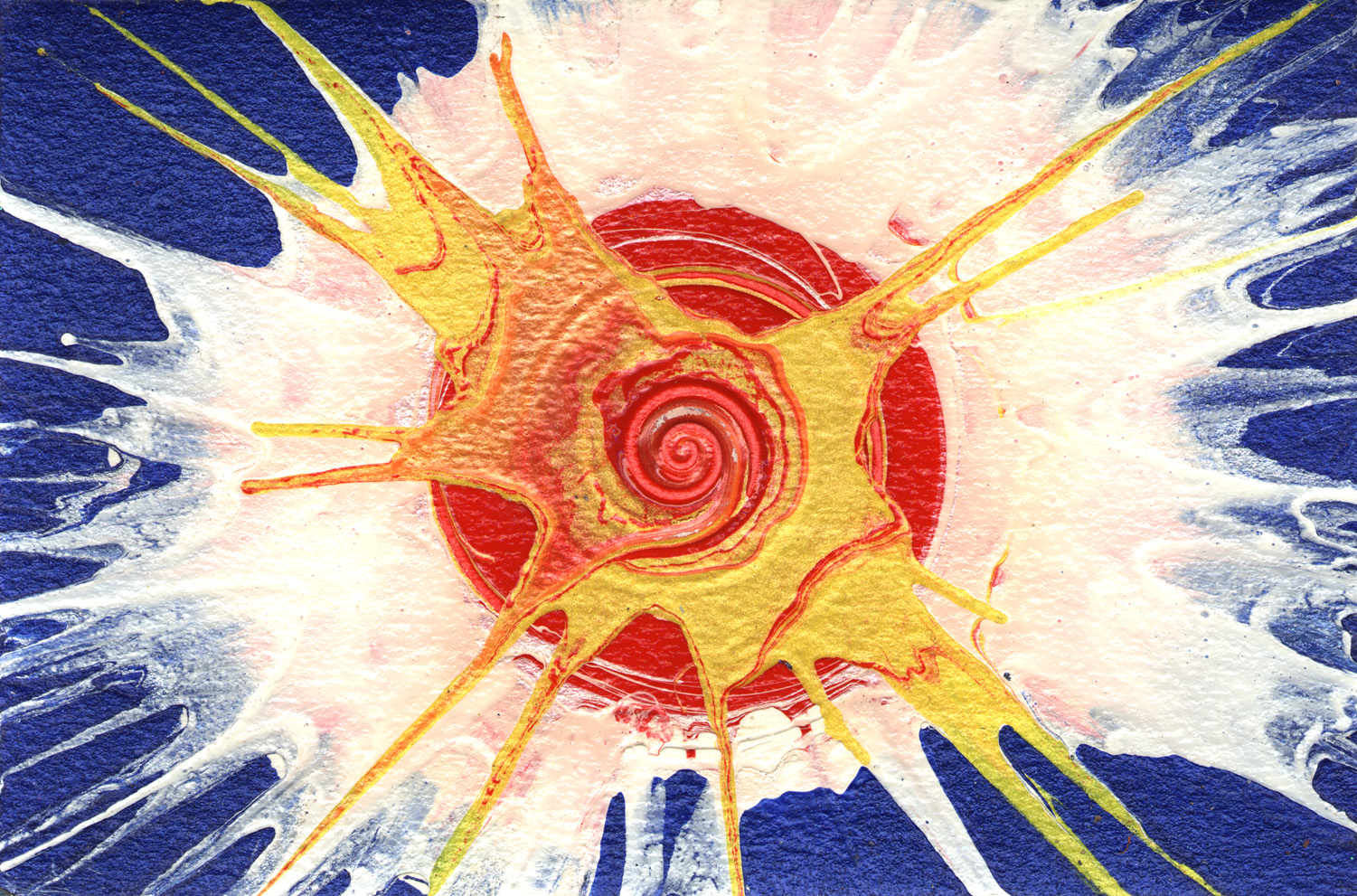
Spin-Art-Bild

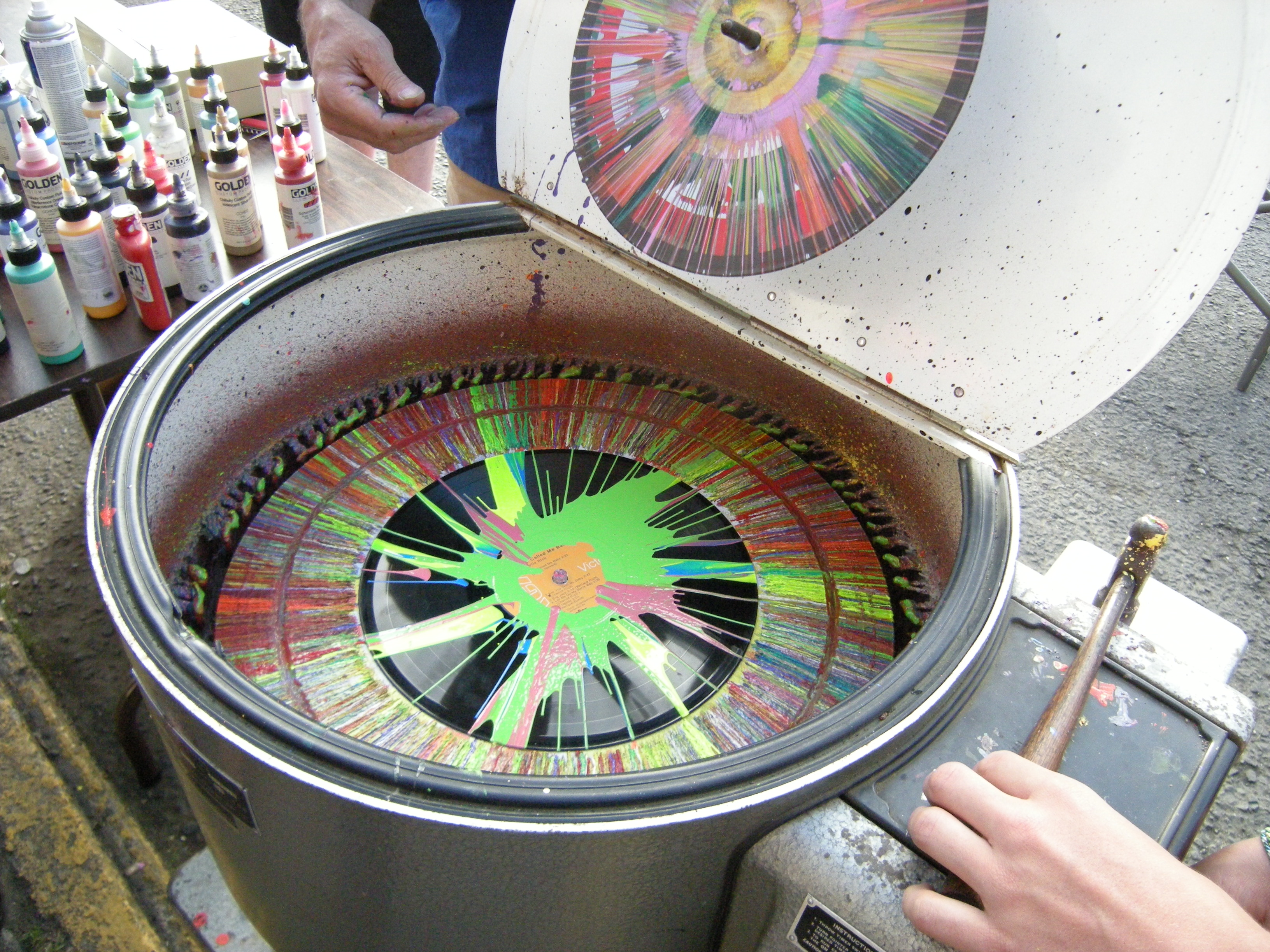
Spin-Art-Gerät

Spin Art, auch Swirl Art, ist eine abstrakte Maltechnik, die insbesondere von Kindern angewendet wird. Die kreativen Spielzeuge erschienen unter verschiedenen Namen wie Swirl ’N’ Paint, Swirl Art, spin-art-device oder auch einfach Malgerät.
Das Spielzeug besteht aus einem Drehteller, auf dem eine meist postkartengroße, weiße Pappe befestigt wird. Außen befindet sich eine runde oder rechteckige höhere Umrandung. Der Drehteller wird per Motor in Rotation gebracht. Farbe, meist Ölfarbe in Kunststoff-Flaschen wird von oben auf die Pappe getropft. Wegen der Zentrifugalkraft wird die Farbe auf der Pappe nach außen geschleudert. Durch die Kombination verschiedener Farben entstehen abstrakte Muster (siehe Weblinks).
Das Spielzeug war in den frühen 1980er Jahren bekannt, es gibt aber neuere, meist kleinere Neuauflagen.

## Erfindung
Das Gerät wurde ursprünglich 1962 in Amerika (New Jersey) vom Unternehmen Twirlapaint erfunden. Auch heute noch ist es dort beliebt und wird bei Volksfesten, meist als große Doppelvariante aus Holz eingesetzt. Größere Geräte können auch gemietet werden.

## Pädagogische Sicht
Das Spielzeug kann alleine oder zu zweit benutzt werden. Es hilft unter anderem bei Koordinationsstörungen von Augen und Hand und bei Schwierigkeiten mit der Feinmotorik, wie sie z. B. bei Kindern mit Down-Syndrom auftreten können.

## Künstler
Ein professioneller Künstler, der diesen Stil anwendet, ist Steven Igoh. Die US-Rockband Venice setzte diese Kunst auch für das Albumcover von Spin Art (1999) ein.
Verwandte Kunststile sind Action Painting, Drip Painting und das Schüttbild. Da auch Gegenstände bemalt werden können, beliebt sind insbesondere Frisbee-Scheiben, zählt diese Technik auch zum Kunsthandwerk.